# 埔子里
埔子里，為臺中市沙鹿區的一個里，位於該區南邊。

## 位置
北接六路里，西北是南勢里，西為三鹿里，東邊則與西屯區接壤。

## 人口
截至2024年12月，本里共有7752人。

## 設施

### 公園
- 明秀公園